# Лисниченко, Валентина Михайловна
Валентина Михайловна Лисниченко (9 мая 1955 года в Джалал-Абаде) — советский и киргизский педагог, Отличник просвещения Киргизии, Заслуженный учитель Киргизии, член-корреспондент Российской академии образования. Почётная гражданка Бишкека.

## Биография
Валентина Лисниченко родилась 9 мая 1955 года в Джалал-Абаде. Имеет второй разряд по лёгкой атлетике. В юности занималась спортивным ориентированием. Окончила механико-математический факультет Киргизского государственного университета. Позже также получила образование психолога.
Работала учителем математики в средней школе № 8 города Фрунзе, инспектором по воспитательной работе Ленинского районного отдела образования Фрунзе, более 25 лет была директором средней школе № 9, Фрунзе.
Депутат 22-27 созывов Бишкекского городского кенеша от фракции СДПК. Была заместителем председателя горкенеша. Дважды (в 2011 и 2012 годах) была исполняющей обязанности председателя горкенеша.
Член Международной ассоциации «Генералы Мира — за Мир» (с 2016). В 2019—2020 годах — советник председателя правления фонда «Школа Газпром Кыргызстан». В августе 2020 года назначена директором средней школы № 28, Бишкек.
Награждена Грамотой министерства образования и науки Кыргызстана и Почётной грамотой Кыргызской Республики (2011).
Разработала обучающий курс «Психология общения в педагогическом коллективе», «Психология общения школьников». Написала ряд статей и публикаций по психологии общения в научных журналах. Также писала на тему инновационной деятельности в сфере управления школ нового типа в научно-методическом журнале «Билим Тарбия Адепахлак». Входила в состав авторских коллективов по разработке Законов Киргизии «Об образовании», «О статусе учителя».
Замужем, есть сын.